# Sony’s Spider-Man Universe
Sony’s Spider-Man Universe (SSU)  (dawniej Sony Pictures Universe of Marvel Characters) – franczyza, obejmująca filmy o superbohaterach, wyprodukowane przez Columbia Pictures we współpracy z Marvel Entertainment i dystrybuowane przez Sony Pictures Releasing. Filmy oparte są na komiksach o Spider-Manie, wydanych przez Marvel Comics.
Prace nad uniwersum z wykorzystaniem postaci drugoplanowych z filmów o Spider-Manie rozpoczęły się w grudniu 2013 roku. Sony planowało wykorzystać Niesamowitego Spider-Mana 2 do wprowadzenia nowych postaci, które później dostaną swoje spin-offy, na przykład Venom. Po finansowej porażce filmu plany porzucono, a w lutym 2015 roku Sony ogłosiło współpracę z Marvel Studios przy przyszłych filmach o Spider-Manie i włączenie postaci do Filmowego Uniwersum Marvela. Dzięki tej współpracy, w 2017 powstał film Spider-Man: Homecoming, a dwa lata później jego kontynuacja – Spider-Man: Daleko od domu. W tym czasie Sony wydało film Venom w 2018 jako samodzielny film tworzący własny wszechświat. Sony i Marvel Studios renegocjowały umowę w 2019 roku.
W 2021 roku swoją premierę miały Venom 2: Carnage i Spider-Man: Bez drogi do domu (2021), a w 2022 roku – Morbius. Ponadto studio wydało w 2018 roku film animowany Spider-Man Uniwersum, który wprowadził ideę multiwersum, czyli łączenia wielu wszechświatów. Sukces tego filmu doprowadził do powstania dwuczęściowej kontynuacji, Spider-Man: Poprzez multiwersum z 2023 roku i zapowiedzianego Spider-Man: Beyond the Spider-Verse. W  2024 roku pojawiły się Madame Web, Venom 3: Ostatni taniec i Kraven Łowca. W planach są również seriale telewizyjne, między innymi Spider-Noir.

## Filmy
| Tytuł                   | Data premiery        | Reżyseria       | Scenariusz                                 | Producenci                                                                | Uwagi  |
| ----------------------- | -------------------- | --------------- | ------------------------------------------ | ------------------------------------------------------------------------- | ------ |
| Venom                   | 5 października 2018  | Ruben Fleischer | Jeff Pinker, Scott Rosenberg, Kelly Marcel | Avi Arad, Matt Tolmach, Amy Pascal                                        | Wydany |
| Venom 2: Carnage        | 14 września 2021     | Andy Serkis     | Kelly Marcel                               | Avi Arad, Matt Tolmach, Amy Pascal, Kelly Marcel, Tom Hardy, Hutch Parker | Wydany |
| Morbius                 | 1 kwietnia 2022      | Daniel Espinosa | Matt Sazama, Burk Sharpless                | Matt Tolmach, Avi Arad, Lucas Foster                                      | Wydany |
| Madame Web              | 14 lutego 2024       | S.J. Clarkson   | Claire Parker, S.J. Clarkson               | Lorenzo di Bonaventura, Erik Howsam, Palak Patel                          | Wydany |
| Venom 3: Ostatni taniec | 25 października 2024 | Kelly Marcel    | Kelly Marcel                               | Avi Arad, Matt Tolmach, Amy Pascal, Kelly Marcel, Tom Hardy, Hutch Parker | Wydany |
| Kraven Łowca            | 13 grudnia 2024      | J.C. Chandor    | Art Marcum, Matt Holloway, Richard Wenk    | Avi Arad, Matt Tolmach                                                    | Wydany |

### Powiązane filmy
| Tytuł                                | Data premiery             | Reżyseria                                           | Scenariusz                                                                                       | Producenci                                                                | Uwagi                     |
| Filmowe Uniwersum Marvela            | Filmowe Uniwersum Marvela | Filmowe Uniwersum Marvela                           | Filmowe Uniwersum Marvela                                                                        | Filmowe Uniwersum Marvela                                                 | Filmowe Uniwersum Marvela |
| ------------------------------------ | ------------------------- | --------------------------------------------------- | ------------------------------------------------------------------------------------------------ | ------------------------------------------------------------------------- | ------------------------- |
| Spider-Man: Homecoming               | 7 lipca 2017              | Jon Watts                                           | Jonathan Goldstein, John Francis Daley, Jon Watts, Christopher Ford, Chris McKenna, Erik Sommers | Kevin Feige i Amy Pascal                                                  | Wydany                    |
| Spider-Man: Daleko od domu           | 2 lipca 2019              | Jon Watts                                           | Chris McKenna, Erik Sommers                                                                      | Kevin Feige i Amy Pascal                                                  | Wydany                    |
| Spider-Man: Bez drogi do domu        | 17 grudnia 2021           | Jon Watts                                           | Chris McKenna, Erik Sommers                                                                      | Kevin Feige i Amy Pascal                                                  | Wydany                    |
| Spider-Man: Brand New Day            | 31 lipca 2026             | Destin Daniel Cretton                               | Chris McKenna, Erik Sommers                                                                      | Kevin Feige i Amy Pascal                                                  | W produkcji               |
| Filmy animowane z serii Spider-Verse |                           |                                                     |                                                                                                  |                                                                           |                           |
| Spider-Man Uniwersum                 | 14 grudnia 2018           | Bob Persichetti, Peter Ramsey, Rodney Rothman       | Phil Lord, Rodney Rothman                                                                        | Avi Arad, Amy Pascal, Phil Lord i Christopher Miller, Christina Steinberg | Wydany                    |
| Spider-Man: Poprzez multiwersum      | 2 czerwca 2023            | Joaquim Dos Santos, Kemp Powers, Justin K. Thompson | David Callaham, Phil Lord i Christopher Miller                                                   | Avi Arad, Amy Pascal, Phil Lord i Christopher Miller, Christina Steinberg | Wydany                    |
| Spider-Man: Beyond the Spider-Verse  | 25 czerwca 2027           | Joaquim Dos Santos, Kemp Powers, Justin K. Thompson | David Callaham, Phil Lord i Christopher Miller                                                   | Avi Arad, Amy Pascal, Phil Lord i Christopher Miller, Christina Steinberg | W produkcji               |
| Niezatytułowany film Spider-Woman    | BRAK DANYCH               | Lauren Montgomery                                   | Bek Smith                                                                                        | Amy Pascal, Phil Lord i Christopher Miller                                | W przygotowaniu           |

## Seriale
| Tytuł       | Data premiery | Showrunner                   | Uwagi       |
| ----------- | ------------- | ---------------------------- | ----------- |
| Spider-Noir | BRAK DANYCH   | Oren Uziel i Steve Lightfoot | W produkcji |